# اوکسنفورت

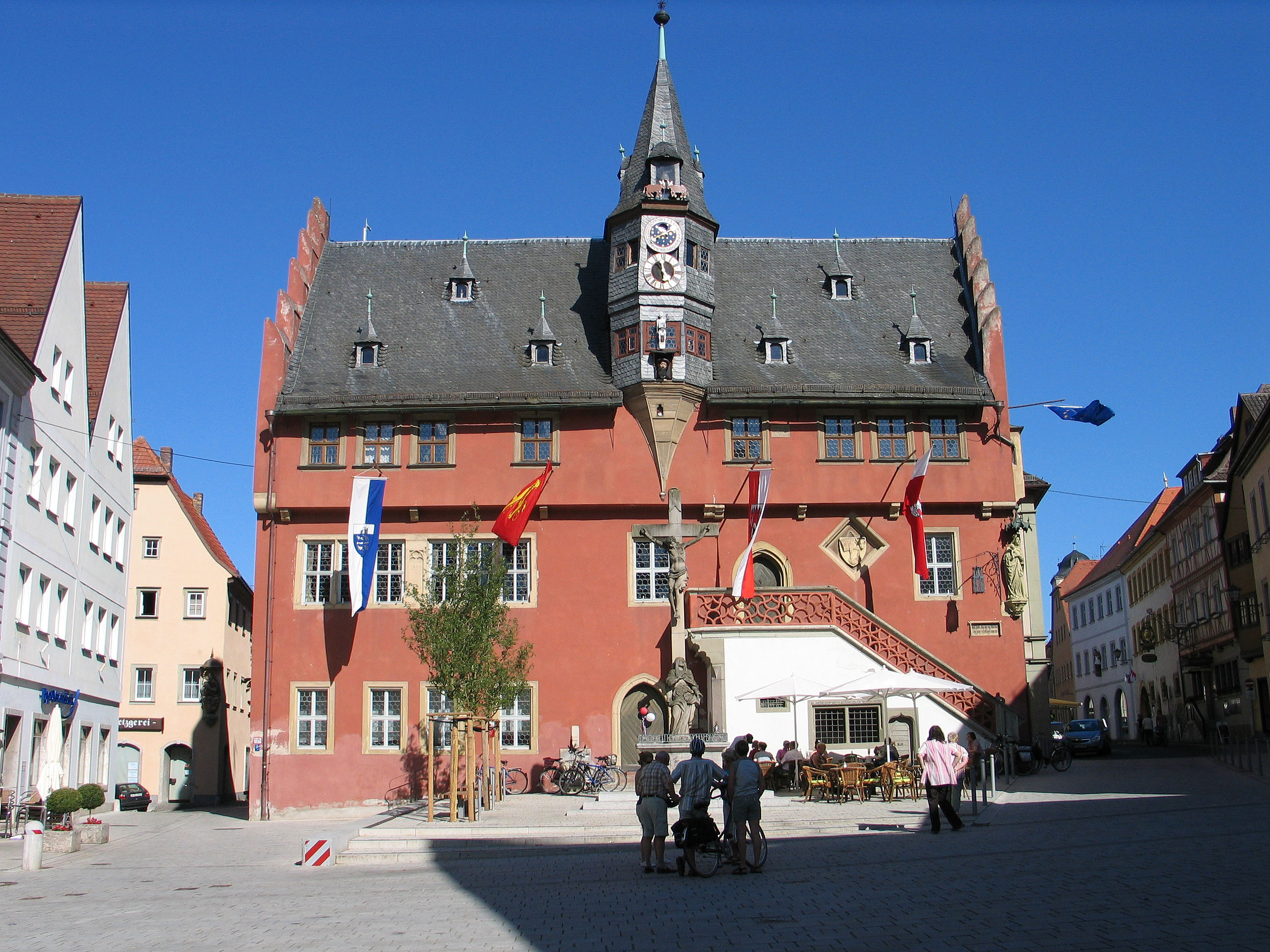

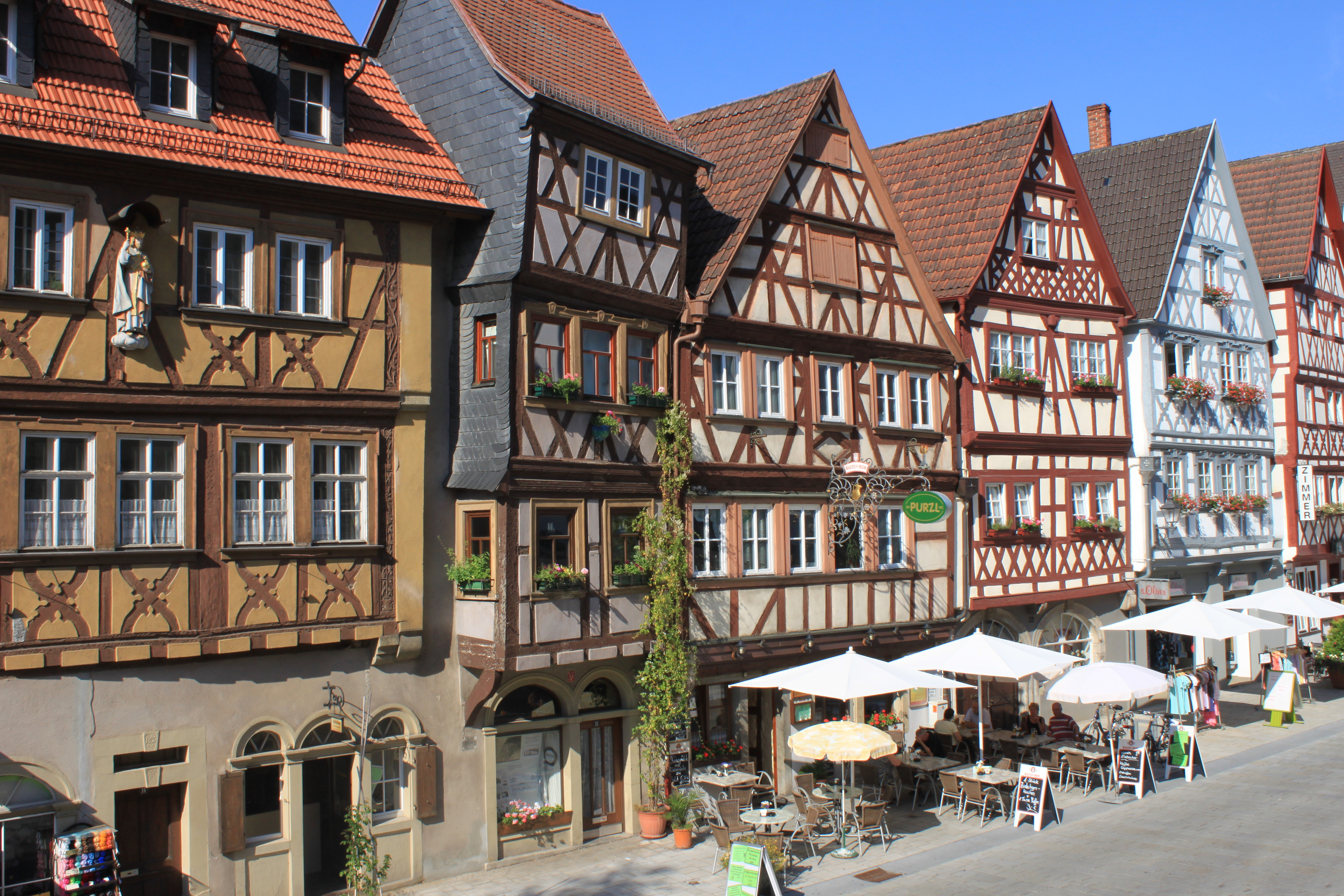

شهر اوکسنفورت (به آلمانی: Ochsenfurt) در ایالت بایرن در کشور آلمان واقع شده‌است.